# Dominic Cooper
Dominic Cooper (født 2. juni 1978), er en engelsk skuespiller, der har arbejdet indenfor teater, film og tv. Han er mest kendt for hovedrollen Jesse Custer i tv-serien Preacher (tv-serie) samt rollen som Dakin i filmen The History Boys, og for rollen som Sky i filmatiseringen af Mamma Mia! fra 2008, og dens sequel Mamma Mia! - Here we go again.

## Filmografi
- 2006 - The History Boys
- 2008 - The Duchess
- 2008- Mamma Mia! The Movie
- 2010 - The Devil's Double
- 2011 - Captain America: The First Avenger
- 2012 - Abraham Lincoln: Vampire Hunter
- 2014 - Dracula Untold
- 2015 - Miss You Already
- 2016 - Warcraft
- 2018 - Mamma Mia! - Here we go again